# Jeļena Prokopčuka
Jeļena Prokopčuka (née Čelnova; Riga, 21 de setembro de 1976) é uma fundista letã, bicampeã da Maratona de Nova York em 2005 e 2006.
Ex-atleta de pista, participou de três Jogos Olímpicos em provas de 5000 e 10000 m antes de passar para a maratona. Ela possui seis recordes nacionais letãos entre os 3000 m e a maratona e seu marido, Aleksandrs Prokopčuks, é o recordista letão da maratona com 2:15:56. Entre 2001 e 2006, junto com suas vitórias na pista, ela colecionou diversas vitórias nas ruas, vencendo a Maratona de Tallinn, na Estônia, a Meia-Maratona de Paris por duas vezes, o Campeonato Mundial de Cross-Country e a Great Edinburgh Run, na Inglaterra.
Em janeiro de 2005 ela venceu sua primeira maratona internacional importante, a Maratona Internacional Feminina de Osaka, no Japão e encerrou o ano com a primeira vitória em Nova York. Em 2006, foi segunda colocada na Maratona de Boston em abril e repetiu a vitória em Nova York em novembro.
Em 2009 Prokopčuka venceu pela terceira vez a Meia-maratona de Paris e ficou em 10º lugar na Maratona de Londres 2012, não disputando a maratona olímpica três meses mais tarde.